# 彩の国すこやかプラザ
彩の国すこやかプラザ（さいのくにすこやかプラザ）は、埼玉県さいたま市浦和区にある公共施設。公共施設部分と各種団体の入居する部分から構成されており、公共施設部分は埼玉県社会福祉総合センター。

## 概要
社会福祉に関する施策を推進、県民の社会福祉に関する活動を支援することを目的に建設された。
社会福祉総合センター部分には福祉研修センター、福祉情報センター、セミナーホール、介護すまいる館が入居する。
入居団体部分には埼玉県社会福祉協議会の本部のほか権利擁護センター、福祉人材センター、ボランティア・市民活動センター、埼玉県地域婦人会連合会、埼玉県歯科医師会などが入居する。

## 沿革
- 1999年（平成11年）11月 - 着工。
- 2001年（平成13年）1月 - 竣工。
- 2001年（平成13年）4月1日 - 彩の国すこやかプラザ開設。

## アクセス
所在地：埼玉県さいたま市浦和区針ヶ谷4-2-65
- JR京浜東北線与野駅西口から徒歩10分

## 周辺
- テクノシティ浦和
- さいたま市立常盤北小学校